# Disuguaglianza dei fratelli Markov
In teoria della probabilità e statistica, la disuguaglianza dei fratelli Markov è una diseguaglianza dimostrata da Andrej Markov jr. per {\displaystyle k=1} e da suo fratello Vladimir per {\displaystyle k=2,3,\dots }. Essa afferma quanto segue.
Se {\displaystyle P} è un polinomio di grado {\displaystyle \leq n},  allora
{\displaystyle \max _{-1\leq x\leq 1}|P^{(k)}(x)|\leq {\frac {n^{2}(n^{2}-1^{2})(n^{2}-2^{2})\cdots (n^{2}-(k-1)^{2})}{1\cdot 3\cdot 5\cdots (2k-1)}}\max _{-1\leq x\leq 1}|P(x)|.}
L'uguaglianza è soddisfatta dai polinomi di Chebyshev di prima specie.